# Fürstlich Drehna

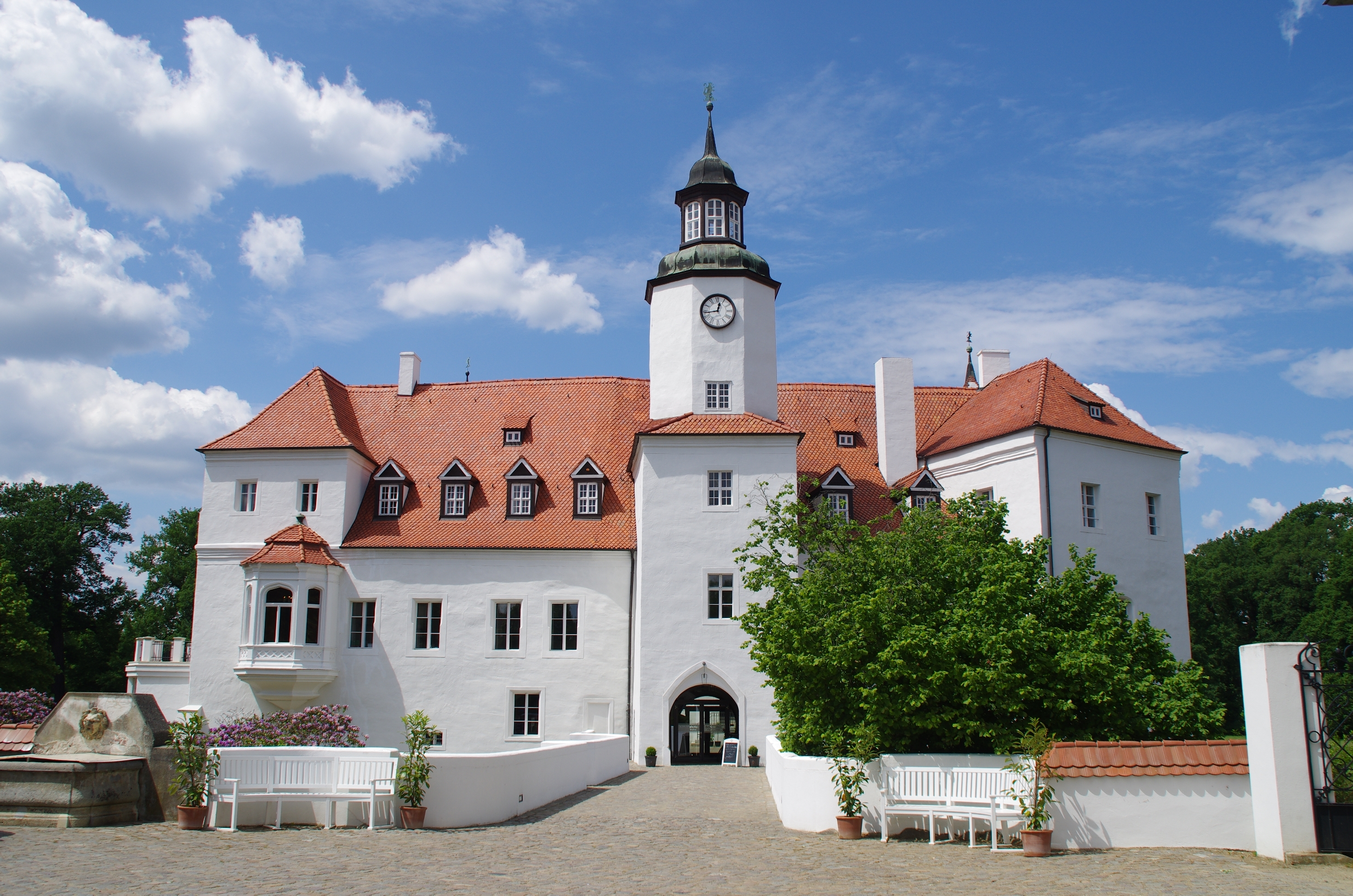
Schloss Fürstlich Drehna, Ostseite

Fürstlich Drehna (bis 1807 Deutsch Drehna, von 1950 bis 1991 Drehna, niedersorbisch Drjenow) ist ein Ortsteil der Stadt Luckau im Landkreis Dahme-Spreewald in Brandenburg.

## Lage
Fürstlich Drehna liegt in der Niederlausitz etwa zwölf Kilometer südöstlich von Luckau, zehn Kilometer westlich von Calau und 15 Kilometer nördlich von Finsterwalde. Umliegende Ortschaften sind Egsdorf im Norden, Schlabendorf am See und der zu Calau im Landkreis Oberspreewald-Lausitz gehörende Ortsteil Zinnitz im Nordosten, die ebenfalls alle zu Calau gehörenden Ortsteile Groß Jehser und Mallenchen im Osten, Klein Mehßow im Südosten und Groß Mehßow im Süden, das bereits im Landkreis Elbe-Elster liegende Crinitz im Südwesten, der wiederum zu Luckau gehörende Ortsteil Bergen im Westen sowie der zur Gemeinde Heideblick gehörende Ortsteil Beesdau und der Luckauer Ortsteil Görlsdorf im Nordwesten.
Durch Fürstlich Drehna verläuft die Landesstraße 56. Ein großer Teil der Gemarkung des Dorfes liegt heute im ehemaligen Tagebau Schlabendorf-Süd, Teile des Schlabendorfer Sees und etwa die Hälfte des Drehnaer Sees liegen in Fürstlich Drehna. Zum Ort gehört der Gemeindeteil Tugam.

## Geschichte

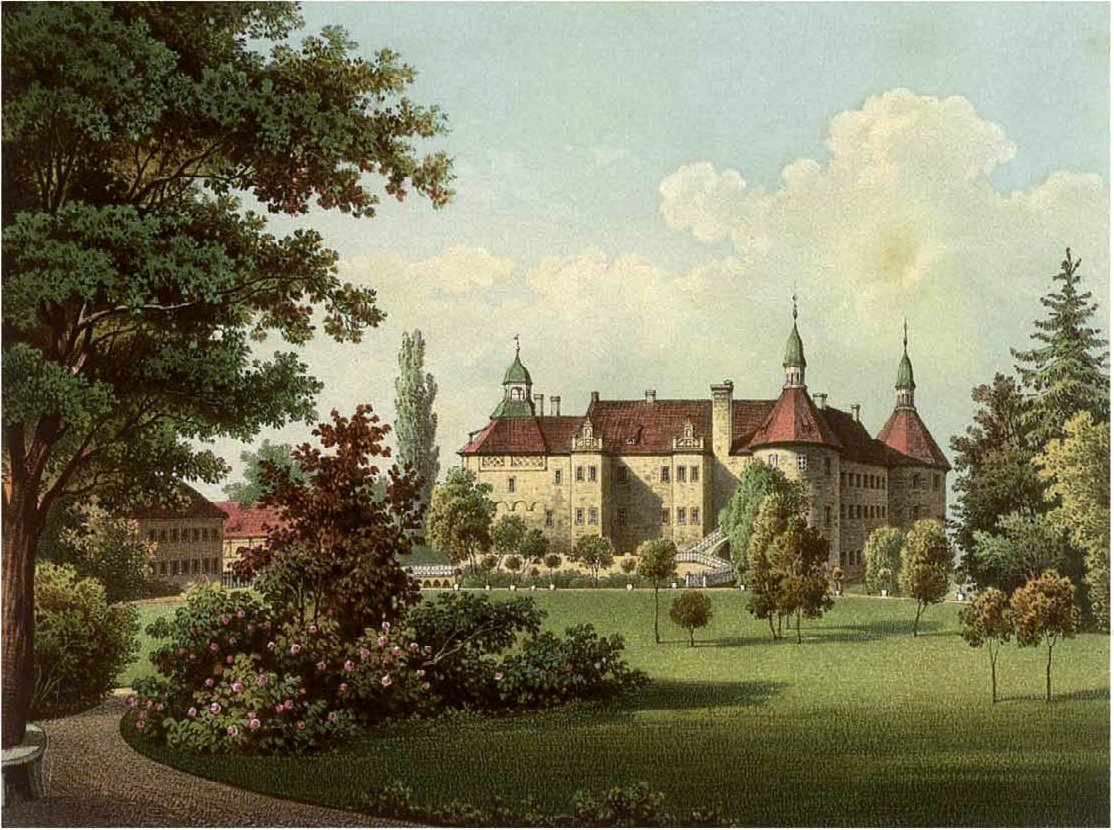
Schloss Fürstlich Drehna, um 1862/63 Sammlung Alexander Duncker

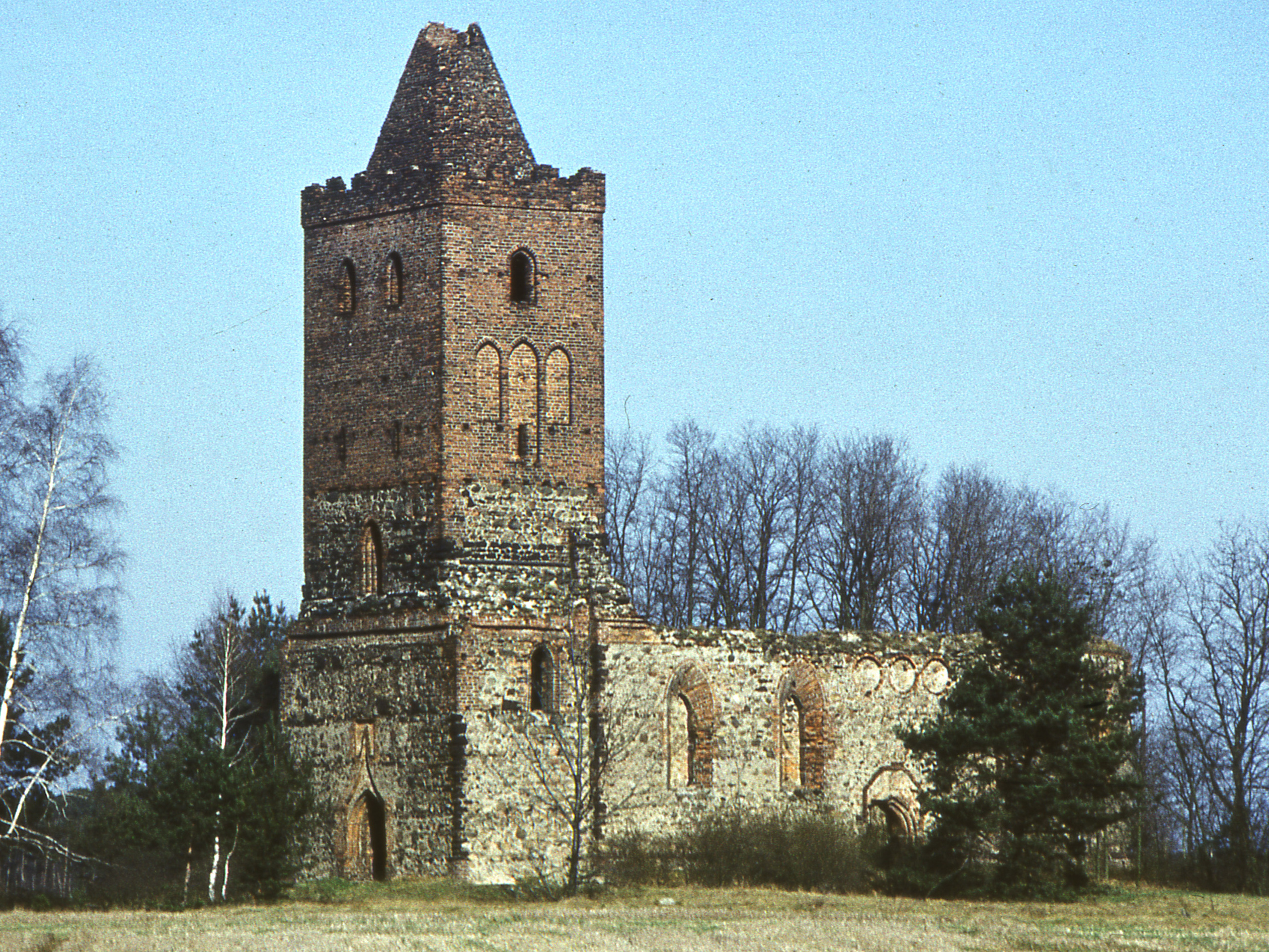
Die ehemalige Wüste Kirche bei Fürstlich-Drehna

### Ortsgeschichte
In der Meißener Bistumsmatrikel von 1495, die die einzelnen Archidiakonate und Erzpriesterstühle im Bistum Meißen aus dem Jahre 1346 und früher verzeichnet, wird Fürstlich Drehna als Drehnaw erwähnt. In einer Liste der im sächsischen Schutz stehenden Vasallen und Städte in der Niederlausitz vom 4. Januar 1447 erscheint wieder Fürstlich Drehna mit dem Rittergutsbesitzer Bernhard Drauschwitz.
1521 wurde der Ort Drehna von der Familie von Minckwitz übernommen. Diese ließ den Wassergraben um das Schloss anlegen und die Wehrtürme errichten. 1697 wurde das Gelände durch die Familie von Promnitz erworben. Diese ließ die Schlossanlage weiter ausbauen. Früh entstand eine die Standesherrschaft Drehna. Der 1807 in den Fürstenstand erhobene Graf Moritz von Lynar benannte den Ort und das Schloss in Fürstlich Drehna um. 1877 wurde die Bremer Reedereifamilie Wätjen Schlossherren, zunächst durch Christian Heinrich Wätjen, dann dessen jüngster inzwischen nobilitierte Sohn Karl. Die Familie ließ im Schlosspark ein Familiengrab anlegen. Letzte Gutsherrin war Frau Elisabeth von Wallenberg-Pachaly, geb. von Loebenstein, verw. von Wätjen.
Nach dem Zweiten Weltkrieg wurde das Schloss enteignet und zu DDR-Zeiten als Jugendwerkhof genutzt. Heute gehören Schloss und der etwa 50 ha große Landschaftspark der Brandenburgischen Schlösser GmbH.
Im Ort befinden sich unter anderem der historische Gasthof „Zum Hirsch“ mit historischem Bühnensaal in Form eines Schiffsrumpfes und die seit 1745 existierende Brauerei Fürstlich Drehna.
Fürstlich Drehna wurde am 1. Juli 1950 in Drehna umbenannt. Die Rückbenennung in Fürstlich Drehna erfolgte am 1. Januar 1991.
Am 31. Dezember 1999 wurde die Gemeinde Fürstlich Drehna zusammen mit fünf weiteren Orten in die Stadt Luckau eingegliedert.

### Wüste Kirche
Die Wüste Kirche befand sich nordöstlich von Fürstlich Drehna. Unklarheiten bestanden, wie alt der Bau ist, welche Funktion er hatte und warum er aufgelassen wurde. Datiert wird er aber in die Zeit zwischen 1200 und 1300. Die Reste dieser Kirche fielen dem Braunkohletagebau zum Opfer und wurden im Oktober 1979 gesprengt. Im Vorfeld zu der Sprengung und unmittelbar im Anschluss daran fanden auf dem Gelände um die Kirche und im Inneren archäologische Untersuchungen statt mit dem Ziel, das Alter und die Funktion der Kirche zu klären. Neben einer Vielzahl von Befunden und Funden wurden fünf Gräber mit sieben menschlichen Skeletten entdeckt. Üblicherweise wurden im Mittelalter die Bereiche um eine Kirche als Friedhof genutzt, hier konnte jedoch keiner nachgewiesen werden; die gefundenen Skelette waren also keinem regulären Friedhof zuzuordnen. Bei den Bestatteten handelte es sich um Männer und Frauen mit einem auffallend hohen durchschnittlichen Sterbealter von etwa 60 Jahren mit durchschnittlicher Körperhöhe. Es dürfte sich bei den vorliegenden Gräbern um Sonder-/Notbestattungen aus einer – im weitesten Sinne – Krisenzeit handeln, als die Kirche bereits nicht mehr genutzt wurde. Archäologisch sind sie in die frühe Neuzeit datiert worden.

## Kultur und Sehenswürdigkeiten

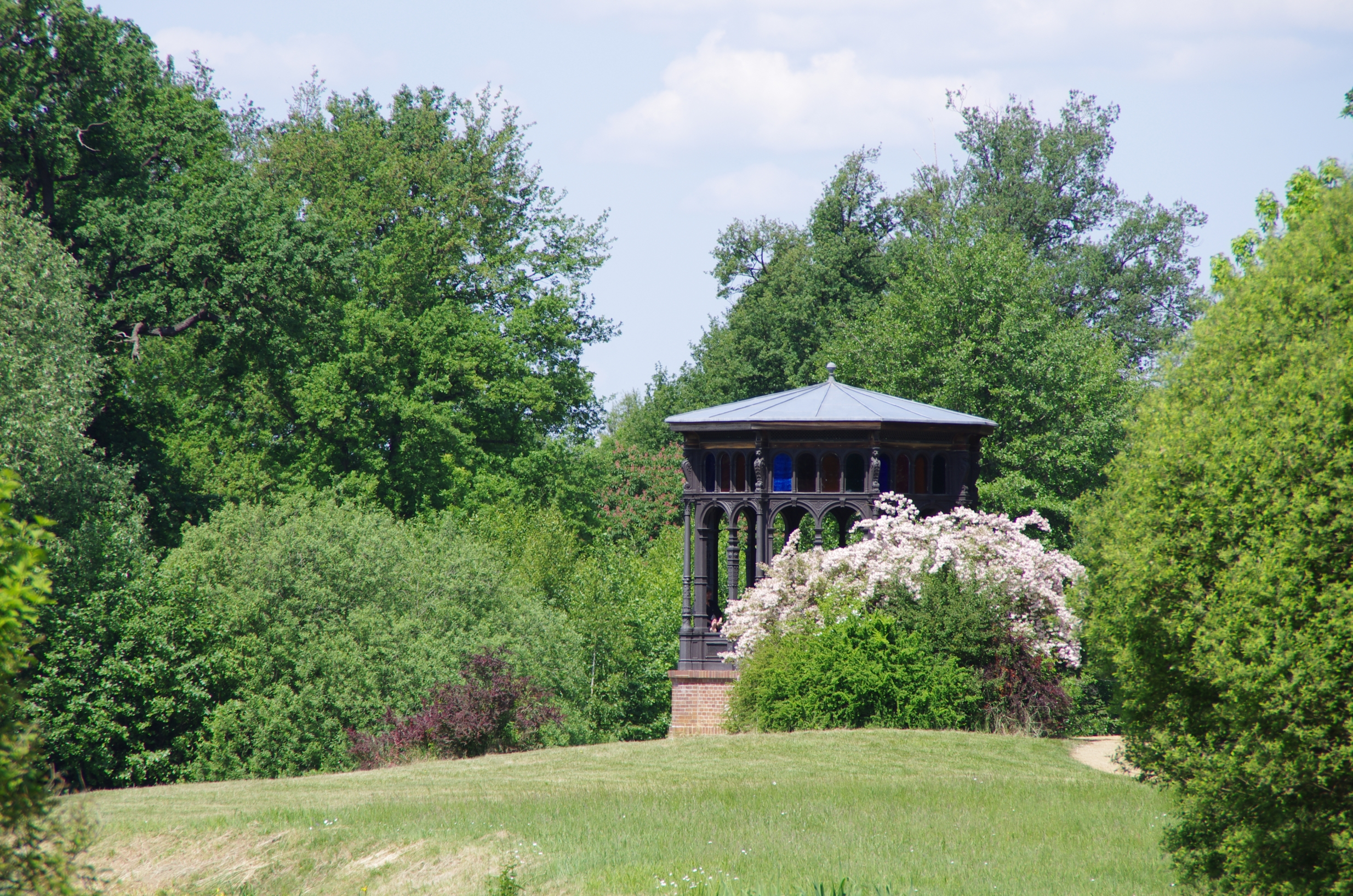
Pavillon im Schlosspark

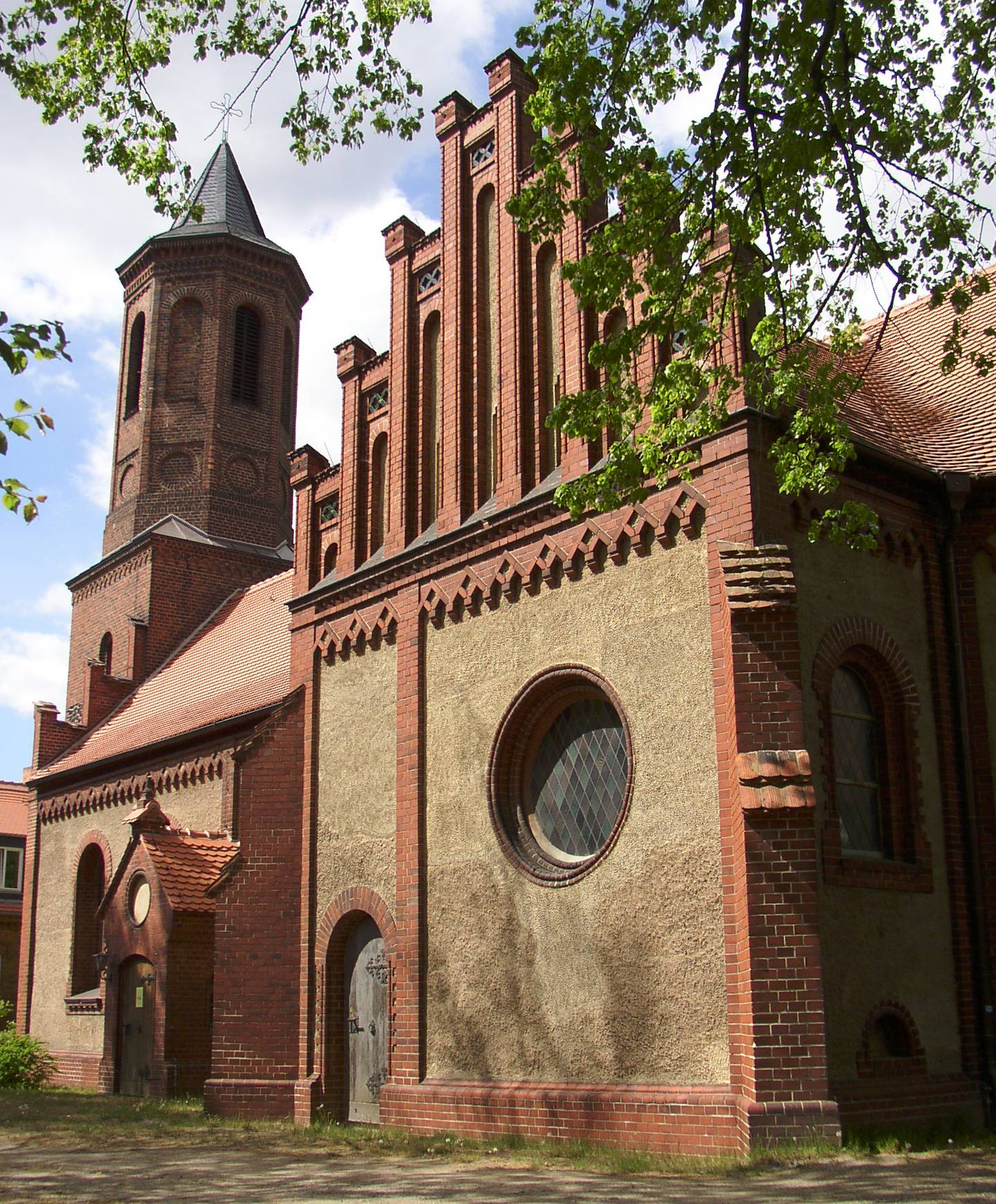
Evangelische Dorfkirche

### Sehenswürdigkeiten
- Bedeutendstes Bauwerk ist das Wasserschloss Fürstlich Drehna (14.–16. Jahrhundert), das sich in der Nähe einer alten slawischen Burganlage im Naturpark Niederlausitzer Landrücken befindet: Schlossanlage mittelalterlichen Ursprungs, weiterer Ausbau zur geschlossenen Vierflügelanlage in der Renaissancezeit. Von 2006 bis 2007 wurde es saniert und für eine Nutzung als Hotel umgebaut; das Hotel wurde im November 2024 geschlossen.
- Schlosspark: großer, durch Peter Joseph Lenné geschaffener Landschaftspark, in dem am Teichufer ein ehemals vom Wertheim-Landsitz in Calauer Ortsteil Saßleben aus Schloss Saßleben stammender gusseiserner Pavillon steht.
- Evangelische Dorfkirche mit historischen Grabsteinen der Familie von Minckwitz.
- Verkleinerter und von der ehemaligen Stelle verschobener Grundriss der Wüsten Kirche
- Naturschutzverwaltung des Naturpark Niederlausitzer Landrückens mit Ausstellung
- Drehnaer See, für zukünftigen Naherholungstourismus präpariertes Tagebaurestloch
- nachgebaute Bockwindmühle

### Sport
1951 fand ein Motorradrennen im Park von Drehna statt. Ab 1954 gab es die Motocrossrennen „Rund um den Mühlberg“.

### Fürstlich Drehna in Kunst und Literatur
Fürstlich Drehna und seinen Bewohnern wurde vom in Luckau geborenen Schriftsteller und einstigen Bürgerrechtler Andreas H. Apelt (* 1958) ein Denkmal gesetzt. Er veröffentlichte mit Schneewalzer (1997) und Schwarzer Herbst (2011) zwei Romane, die sich der Zeitgeschichte widmen.

## Persönlichkeiten
- Martin Kaschke (1610–1727), Bauer und wahrscheinlich ältester Mann, der je in Deutschland lebte, starb in Fürstlich Drehna
- Ernst Wolff (1936–2014), vielfacher DDR-Meister im Motorradrennsport